# Milan Indoor 2003 - Qualificazioni singolare
Le qualificazioni del singolare  del Milan Indoor 2003 sono state un torneo di tennis preliminare per accedere alla fase finale della manifestazione. I vincitori dell'ultimo turno sono entrati di diritto nel tabellone principale. In caso di ritiro di uno o più giocatori aventi diritto a questi sono subentrati i lucky loser, ossia i giocatori che hanno perso nell'ultimo turno ma che avevano una classifica più alta rispetto agli altri partecipanti che avevano comunque perso nel turno finale.
Le qualificazioni del torneo Milan Indoor 2003 prevedevano 32 partecipanti di cui 4 sono entrati nel tabellone principale.

## Teste di serie
1. Jonas Björkman (Qualificato)
2. Željko Krajan (primo turno)
3. Kristof Vliegen (secondo turno)
4. Giorgio Galimberti (ultimo turno)

1. Tomáš Zíb (Qualificato)
2. Igor' Kunicyn (ultimo turno)
3. Mario Radić (primo turno)
4. Filippo Volandri (primo turno)

## Qualificati
1. Jonas Björkman
2. Marcelo Charpentier

1. Julien Varlet
2. Tomáš Zíb

## Tabellone

### Legenda
| - Q = Qualificato - WC = Wild card - LL = Lucky loser | - ALT = Alternate - SE = Special Exempt - PR = Protected Ranking | - w/o = Walkover - r = Ritirato - d = Squalificato |

### Sezione 1
|  | Primo turno     | Primo turno     | Primo turno     | Primo turno | Primo turno |  |  | Secondo turno | Secondo turno  | Secondo turno  | Secondo turno | Secondo turno |   |    | Ultimo turno | Ultimo turno   | Ultimo turno   | Ultimo turno | Ultimo turno |  |
|  |                 |                 |                 |             |             |  |  |               |                |                |               |               |   |    |              |                |                |              |              |  |
|  | 1               | Jonas Björkman  | Jonas Björkman  | 6           | 6           |  |  |               |                |                |               |               |   |    |              |                |                |              |              |  |
|  |                 | Simone Vagnozzi | Simone Vagnozzi | 3           | 1           |  |  | 1             | Jonas Björkman | Jonas Björkman | 6             | 6             |   |    |              |                |                |              |              |  |
|  | Marko Tkalec    | Marko Tkalec    | 4               | 6           | 7           |  |  |               | Marko Tkalec   | Marko Tkalec   | 2             | 1             |   |    |              |                |                |              |              |  |
|  | Matteo Colla    | Matteo Colla    | 6               | 4           | 5           |  |  |               |                |                |               |               |   |    | 1            | Jonas Björkman | Jonas Björkman | 6            | 7            |  |
|  | Igor Gaudi      | Igor Gaudi      | 4               | 6           | 7           |  |  |               |                |                | Renzo Furlan  | Renzo Furlan  | 2 | 63 |              |                |                |              |              |  |
|  | Christopher Kas | Christopher Kas | 6               | 1           | 64          |  |  | Igor Gaudi    | Igor Gaudi     | Igor Gaudi     | 2             | 64            |   |    |              |                |                |              |              |  |
|  |                 | Renzo Furlan    | Renzo Furlan    | 7           | 6           |  |  | Renzo Furlan  | Renzo Furlan   | Renzo Furlan   | 6             | 7             |   |    |              |                |                |              |              |  |
|  | 7               | Mario Radić     | Mario Radić     | 5           | 2           |  |  |               |                |                |               |               |   |    |              |                |                |              |              |  |

### Sezione 2
|  | Primo turno     | Primo turno         | Primo turno         | Primo turno         | Primo turno |  |  | Secondo turno       | Secondo turno       | Secondo turno       | Secondo turno  | Secondo turno  |    |   | Ultimo turno        | Ultimo turno        | Ultimo turno        | Ultimo turno | Ultimo turno |  |
|  |                 |                     |                     |                     |             |  |  |                     |                     |                     |                |                |    |   |                     |                     |                     |              |              |  |
|  |                 | Marcelo Charpentier | Marcelo Charpentier | Marcelo Charpentier | 6           |  |  |                     |                     |                     |                |                |    |   |                     |                     |                     |              |              |  |
|  | 2               | Željko Krajan       | Željko Krajan       | Željko Krajan       | 1r          |  |  | Marcelo Charpentier | Marcelo Charpentier | Marcelo Charpentier | 6              | 6              |    |   |                     |                     |                     |              |              |  |
|  | Christian Vinck | Christian Vinck     | 5                   | 6                   | 6           |  |  | Christian Vinck     | Christian Vinck     | Christian Vinck     | 4              | 3              |    |   |                     |                     |                     |              |              |  |
|  | Răzvan Sabău    | Răzvan Sabău        | 7                   | 1                   | 0           |  |  |                     |                     |                     |                |                |    |   | Marcelo Charpentier | Marcelo Charpentier | Marcelo Charpentier | 7            | 6            |  |
|  | Michal Tabara   | Michal Tabara       | Michal Tabara       | 7                   | 6           |  |  |                     |                     | Gianluca Pozzi      | Gianluca Pozzi | Gianluca Pozzi | 65 | 4 |                     |                     |                     |              |              |  |
|  | Potito Starace  | Potito Starace      | Potito Starace      | 6(1)                | 4           |  |  | Michal Tabara       | Michal Tabara       | 3                   | 6              | 1              |    |   |                     |                     |                     |              |              |  |
|  |                 | Gianluca Pozzi      | 4                   | 6                   | 6           |  |  | Gianluca Pozzi      | Gianluca Pozzi      | 6                   | 4              | 6              |    |   |                     |                     |                     |              |              |  |
|  | 8               | Filippo Volandri    | 6                   | 3                   | 4           |  |  |                     |                     |                     |                |                |    |   |                     |                     |                     |              |              |  |

### Sezione 3
|  | Primo turno           | Primo turno           | Primo turno           | Primo turno | Primo turno |  |  | Secondo turno | Secondo turno   | Secondo turno   | Secondo turno | Secondo turno |   |   | Ultimo turno | Ultimo turno  | Ultimo turno  | Ultimo turno | Ultimo turno |  |
|  |                       |                       |                       |             |             |  |  |               |                 |                 |               |               |   |   |              |               |               |              |              |  |
|  | 3                     | Kristof Vliegen       | 7                     | 4           | 7           |  |  |               |                 |                 |               |               |   |   |              |               |               |              |              |  |
|  |                       | Jeroen Masson         | 5                     | 6           | 63          |  |  | 3             | Kristof Vliegen | Kristof Vliegen | 0             | 63            |   |   |              |               |               |              |              |  |
|  | Julien Varlet         | Julien Varlet         | Julien Varlet         | 7           | 7           |  |  |               | Julien Varlet   | Julien Varlet   | 6             | 7             |   |   |              |               |               |              |              |  |
|  | Juan Luis Rascón Lope | Juan Luis Rascón Lope | Juan Luis Rascón Lope | 64          | 64          |  |  |               |                 |                 |               |               |   |   |              | Julien Varlet | Julien Varlet | 6            | 6            |  |
|  | Ivo Karlović          | Ivo Karlović          | Ivo Karlović          | 7           | 7           |  |  |               |                 | 6               | Igor' Kunicyn | Igor' Kunicyn | 2 | 3 |              |               |               |              |              |  |
|  | Petr Luxa             | Petr Luxa             | Petr Luxa             | 6           | 64          |  |  |               | Ivo Karlović    | Ivo Karlović    | 3             | 62            |   |   |              |               |               |              |              |  |
|  | 6                     | Igor' Kunicyn         | Igor' Kunicyn         | 6           | 6           |  |  | 6             | Igor' Kunicyn   | Igor' Kunicyn   | 6             | 7             |   |   |              |               |               |              |              |  |
|  |                       | Uros Vico             | Uros Vico             | 3           | 4           |  |  |               |                 |                 |               |               |   |   |              |               |               |              |              |  |

### Sezione 4
|  | Primo turno       | Primo turno        | Primo turno        | Primo turno | Primo turno |  |  | Secondo turno | Secondo turno      | Secondo turno      | Secondo turno | Secondo turno |   |   | Ultimo turno | Ultimo turno       | Ultimo turno | Ultimo turno | Ultimo turno |  |
|  |                   |                    |                    |             |             |  |  |               |                    |                    |               |               |   |   |              |                    |              |              |              |  |
|  | 4                 | Giorgio Galimberti | Giorgio Galimberti | 7           | 6           |  |  |               |                    |                    |               |               |   |   |              |                    |              |              |              |  |
|  |                   | Jan Frode Andersen | Jan Frode Andersen | 65          | 4           |  |  | 4             | Giorgio Galimberti | Giorgio Galimberti | 6             | 6             |   |   |              |                    |              |              |              |  |
|  | Leonardo Azzaro   | Leonardo Azzaro    | 7                  | 5           | 6           |  |  |               | Leonardo Azzaro    | Leonardo Azzaro    | 3             | 4             |   |   |              |                    |              |              |              |  |
|  | Amir Hadad        | Amir Hadad         | 64                 | 7           | 4           |  |  |               |                    |                    |               |               |   |   | 4            | Giorgio Galimberti | 1            | 6            | 4            |  |
|  | Yves Allegro      | Yves Allegro       | 6                  | 4           | 7           |  |  |               |                    | 5                  | Tomáš Zíb     | 6             | 2 | 6 |              |                    |              |              |              |  |
|  | Cristiano Caratti | Cristiano Caratti  | 3                  | 6           | 65          |  |  |               | Yves Allegro       | 4                  | 7             | 3             |   |   |              |                    |              |              |              |  |
|  | 5                 | Tomáš Zíb          | 6                  | 65          | 6           |  |  | 5             | Tomáš Zíb          | 6                  | 62            | 6             |   |   |              |                    |              |              |              |  |
|  |                   | Massimo Dell'Acqua | 3                  | 7           | 3           |  |  |               |                    |                    |               |               |   |   |              |                    |              |              |              |  |